# Wojna Pinka
Wojna Pinka – seria bombardowań i ostrzału z powietrza górskich kryjówek wojowników z grupy plemiennej Mahsud w Południowym Waziristanie przez samoloty 2 Skrzydła (indyjskiego) Royal Air Force, którym dowodził Wing Commander Richard Pink, w marcu i kwietniu 1925 roku.

## Podłoże
Panowanie nad Północno-Zachodnimi Prowincjami Granicznymi miało istotne znaczenie dla Indii Brytyjskich. W latach dwudziestych XX wieku siły brytyjskie wielokrotnie starały się spacyfikować te prowincje i zaprowadzić kolonialny ład. W lipcu 1924 roku Brytyjczycy przeprowadzili kilka operacji przeciw grupie plemiennej Mahsud w Południowym Waziristanie i do października niemal wszystkie plemiona zostały ujarzmione. Opór stawiały i atakowały posterunki British Army jedynie cztery niewielkie grupy plemienne.

## Działania
Wciąż jeszcze nieopierzony RAF chciał dowieść swej wartości bojowej, w związku z czym dowódca sił powietrznych w Indiach, Sir Edward Ellington, podjął bezprecedensową decyzję o użyciu przeciw wojownikom plemiennym lotnictwa bez współdziałania z armią.
Samoloty myśliwskie Bristol Fighter i bombowe de Havilland DH9 z 5., 27. i 60. dywizjonów RAF zostały przerzucone na lotniska polowe w Miranshah i Tank. Naloty rozpoczęły się 9 marca 1925 i po kilku tygodniach dywizjony RAF zdławiły rebelię.
1 maja 1925 roku zawarty został pokój na honorowych warunkach i tym samym krótka górska kampania została zakończona ze stratą − po stronie brytyjskiej − zaledwie dwóch ludzi i jednego samolotu. Wojna Pinka była pierwszą akcją bojową RAF-u przeprowadzoną bez współdziałania z armią czy flotą.

## Odznaczenia
Po zakończeniu kampanii 46 oficerów i 214 żołnierzy RAF-u, którzy brali udział w wojnie Pinka, otrzymali India General Service Medal z okuciem Waziristan 1925. Było to najrzadziej nadane okucie do India General Service Medal, a przeforsował je Szef Sztabu Lotnictwa Sir John Salmond, któremu udało się przekonać War Office o celowości nadania odznaczeń za tę kampanię. Dowódca formacji, Wing Commander Pink, wkrótce został awansowany na stopień Group Captain.